# Declan McCormack
Declan McCormack (27 giugno 1999) è uno sciatore alpino canadese.

## Biografia
Attivo in gare FIS dal novembre del 2015, in Nor-Am Cup Declan McCormack ha esordito il 2 gennaio 2017 a Stowe Mountain in slalom gigante, senza completare la prova, ha conquistato il primo podio l'8 gennaio 2020 a Stowe/Spruce Peak in slalom speciale (2º) e la prima vittoria il 2 marzo 2023 a Mont-Tremblant nella medesima specialità. Ha debuttato in Coppa del Mondo il 29 gennaio 2025 a Schladming in slalom speciale, senza qualificarsi per la seconda manche; non ha preso parte a rassegne olimpiche o iridate.

## Palmarès

### Nor-Am Cup
- Miglior piazzamento in classifica generale: 14º nel 2024
- 4 podi:
  - 2 vittorie
  - 2 secondi posti

#### Nor-Am Cup - vittorie
| Data             | Località          | Paese  | Specialità |
| ---------------- | ----------------- | ------ | ---------- |
| 2 marzo 2023     | Mont-Tremblant    | Canada | SL         |
| 29 febbraio 2024 | Mont-Sainte-Marie | Canada | SL         |

Legenda:

SL = slalom speciale

### Campionati canadesi
- 1 medaglia:
  - 1 bronzo (slalom speciale nel 2019)